# Wagun
Wagun ist ein Ortsteil der Stadt Dargun im Landkreis Mecklenburgische Seenplatte in Mecklenburg-Vorpommern.

## Geografie und Verkehrsanbindung
Wagun liegt südwestlich des Stadtkerns von Dargun an der Kreisstraße K 12. Die Landesstraße L 20 verläuft unweit östlich. Südöstlich erstreckt sich der 32,55 km² große Kummerower See. Östlich fließt die 136 km lange Peene, die Zu- und Abfluss für den Kummerower See ist.

## Geschichte
Am 1. Januar 1951 wurden die bisher eigenständigen Gemeinden Kützerhof und Schwarzenhof eingegliedert.

## Sehenswürdigkeiten
Als Baudenkmale sind ausgewiesen (siehe Liste der Baudenkmale in Dargun#Wagun): 
- Gutshaus mit Allee (Dorfstraße 21)
- Meilenstein (an der Straße nach Neukalen)